# Max Fränkel
Max Fränkel (* 11. März 1846 in Landsberg an der Warthe; † 10. Juni 1903 in Berlin) war ein deutscher Klassischer Philologe, Epigraphiker und Bibliothekar.
Fränkel hatte zunächst den Beruf des Buchhändlers erlernt und danach in Berlin Klassische Philologie studiert und wurde 1873 promoviert. Zum 1. April 1875 wurde er Bibliothekar an den Berliner Museen (bis 1890). Ihm wurde die Bearbeitung der antiken Inschriften von Pergamon übertragen. Fränkel war jedoch nur an Texten, weniger an den Inschriftensteinen selbst interessiert, diese nahm Ernst Fabricius vor Ort in Pergamon auf.
Seine Kinder waren der Klassische Philologe Hermann Fränkel und die Klassische Archäologin Charlotte Fränkel.

## Schriften
- De verbis potioribus, quibus opera statuaria Graeci notabant, Dissertation Berlin 1873
- Die attischen Geschworenengerichte. Ein Beitrag zum attischen Staatsrecht, Berlin 1877
- Die Inschriften von Pergamon, unter Mitwirkung von Ernst Fabricius und Carl Schuchhardt herausgegeben von Max Fränkel, 2 Bände, Berlin 1890–1895 (online)
- Epigraphisches aus Aegina, Berlin 1897
- Inscriptiones Graecae, IV. Inscriptiones Aeginae, Pityonesi, Cecryphaliae, Argolidis. Berlin 1902